# Michel Fano
Michel Fano (né en 1929 à Paris) est un musicien, compositeur, écrivain et cinéaste ; il développe l'idée de partition sonore inspirée par celle de continuum sonore du compositeur Edgard Varèse. Michel Fano a réalisé la partition sonore de très nombreux films, dont une bonne partie de l'œuvre filmique d’Alain Robbe-Grillet. Il a aussi travaillé sur plusieurs films animaliers dont Le Territoire des autres, dont il est coréalisateur, œuvre saluée par Orson Welles.

## Biographie

### Débuts
Né le 9 décembre 1929 à Paris, Michel Fano est le dernier d'une fratrie de six enfants, fils de René Eugène Fano (1878-1937), financier et homme d'affaires français qui vécut en Chine à Shanghai de 1902 jusqu'à sa mort, et de Margret Ellinger, de nationalité anglaise . La famille Fano, de retour en France à la fin des années 1930, le jeune Michel, passionné de musique, va y consacrer sa vie entière, commençant très tôt par des études musicales classiques. Il entre au Conservatoire national de musique et d'art dramatique à Paris où il est l’élève d’Olivier Messiaen et l’ami de Pierre Boulez ; et il commence sa carrière en devenant un temps le pianiste d’Henri Salvador.
Il se fait connaître comme compositeur et théoricien. Dès ses débuts, il écrit une Sonate pour deux pianos (1952) et une œuvre pour orchestre,  Étude XV (1954), dont la première exécution eut lieu seulement en 2021 ; deux pièces sérielles d'une rare complexité et dont l'écriture reflète les préoccupations des compositeurs de cette époque. Au début des années 1950, l'avant-garde musicale, qui s'exprime notamment dans les concerts parisiens du Domaine musical organisés par Pierre Boulez, rencontre un public désorienté, voire hostile : Michel Fano est de ceux qui se battent alors pour de nouvelles formes d'écoute, propos qu'il développe personnellement dans des textes comme Aspects de la musique contemporaines.
En 1953, il publie Wozzeck ou le Nouvel Opéra, écrit avec le poète Pierre Jean Jouve, un livre emblématique d'une époque. C’est pendant la préparation de ce livre sur l’œuvre d’Alban Berg, que Michel Fano a puisé des innovations qui lui serviront plus tard dans le domaine du son au cinéma.  

### Les années Nouvelle vague
À la fin des années 1950, Fano se lie avec le romancier Alain Robbe-Grillet et participe à la production  d'Hiroshima mon amour (1959) et de L'Année dernière à Marienbad (1961), deux longs-métrages réalisés par Alain Resnais ;  puis coproduit L'Immortelle (1963), première réalisation de Robbe-Grillet lui-même, dans laquelle Michel Fano a composé la première "partition sonore". 
Il travaille aussi avec d'autres réalisateurs marqués Nouvelle vague comme Pierre Kast dans Le Bel Âge (1960), Jacques Doniol-Valcroze dans  L'Eau à la bouche  (1959) et Le Cœur battant (1960), Jean-Pierre Mocky dans Un couple, ou encore Jean Rouch dans La Pyramide humaine (sorti en 1961)  et  Chronique d'un été (1961).

Mais la rencontre avec Alain Robbe-Grillet marque le début d’une longue collaboration entre le compositeur et l’écrivain phare du Nouveau Roman. En effet, Michel Fano écrira la partition sonore de la plupart de ses films dont Trans-Europ-Express (1966), L'Homme qui ment (1968), L'Eden et après (1970) , Glissements progressifs du plaisir  (1974). 
Sa collaboration avec Alain Robbe-Grillet, lui permet de mettre au point et d'appliquer sa conception du sonore au cinéma, donc de tout ce qui est audible dans un film. Cet ensemble, ce "total sonore (1963)", s'organise au sein d'une partition sonore. Rejoignant par là son idée de développer de nouvelles formes d'écoute, l'union des sons instrumentaux, de la voix, et du son naturaliste ne formant plus qu’un seul ensemble sonore indissociable, Michel Fano amène le spectateur à s'interroger sur l'action du sonore sur l'ensemble du phénomène filmique, images et récit. 

### Films animaliers
Dans ses films animaliers, Le Territoire des autres (1970) qu’il réalise avec Gérard Vienne et François Bel et La Griffe et la Dent (1976), de Vienne et Bel, l'idée de continuum sonore permet d'explorer d'autres relations, en l'absence de toute parole.
Orson Welles dira du Territoire des autres qu'il "est un trésor qui doit être chéri par les générations de cinéphiles à venir comme par ceux de la génération d’aujourd’hui qui retrouvent en lui son expression propre. Tous ceux qui le verront seront touchés et y trouveront la présence d’une magie".
En s'appuyant sur son savoir-faire de musicien, Michel Fano mène une carrière d’ingénieur et de monteur son au cinéma. Puis, il crée son propre studio, Aura Films , où il peut expérimenter de nouvelles techniques sonores sans contraintes. Il est ainsi le premier à utiliser le magnétophone portable Nagra sur le tournage d’un film de long métrage, et l’un des premiers à utiliser un système de montage son virtuel (le système Dy-Axis) pour le montage sonore dans Le Peuple singe  (1989) de Gérard Vienne.

### Musique contemporaine: réflexions, enseignement et recherche
Michel Fano réalise également plusieurs films ayant la musique pour objet et notamment en 1980 une série pour Antenne 2 : Introduction à la Musique Contemporaine, programme divisé en sept émissions d'une heure environ : musique et modernité, matériau et instruments, musique et machines, répétitions et différences, nécessité et hasard, musique et récit, musique et société. On lui doit encore la bande sonore de la série animée en images de synthèse 3D Les Quarxs (1993) conçue et réalisée par Maurice Benayoun et la série Intermezzo de Daniel Guyonnet (Canal+, 1997).
Enseignant, il va dispenser pendant près d’un demi-siècle des cours et conférences sur l’esthétique sonore aux étudiants de cinéma. À la demande de Jack Gajos, fondateur de la Fémis avec Jean-Claude Carrière, il crée et dirige pendant sept ans le département Son de cette célèbre école de cinéma parisienne. Un enseignement qu’il dispense également en Amérique Latine : à l’Escuela Internacional de Cine y Televisión de Cuba, mais aussi à  Buenos Aires, Mexico et Brasilia.
Plus récemment, Michel Fano travaille sur trois projets. Le premier utilise les possibilités offertes par le multimédia (DVD, CD Rom) en matière de création d'œuvres audiovisuelles dans une perspective de cocréation avec l'utilisateur. Dans le second, il retourne vers la musique contemporaine de ses débuts, en écrivant une nouvelle œuvre musicale de neuf pièces pour Soprano, ensemble instrumental et électronique Fab » dont les pièces Fab V et Fab IV ont déjà été jouées en public à Cannes et à Grenoble.

Pendant la même période, Michel Fano a écrit un livre sur l'opéra d'Alban Berg, intitulé Lulu et après ? ; un travail d'analyse approfondie sur la totalité de l'œuvre Lulu.
Michel Fano partage son temps entre Paris et son village de Mérindol-les-Oliviers dans la Drôme, dont il a contribué à réhabiliter les vieilles pierres depuis le début des années 1960.

## Distinctions
- Chevalier de la légion d'Honneur, 12 juillet 1992.
- Officier des Arts et des Lettres
- Membre de l'Académie drômoise des Lettres, Sciences et Arts, reçu en 2013[8]